# Radom
Radom je město v Mazovském vojvodství ve středním Polsku, ležící na řece Mleczna. Je to čtrnácté největší polské město, hlavní město okresu Radom a radomské diecéze. Současně je administrativním a kulturním centrem celého regionu. Žije zde přibližně 202 tisíc obyvatel.

## Geografie

### Místní části
| - Akademickie - Borki - Długojów - Dzierzków - Firlej - Glinice - Godów - Gołębiów - Gołębiów 2 - Halinów - Idalin - Janiszpol - Jeżowa Wola - Józefów - Kaptur | - Kierzków - Koniówka - Kozia Góra - Krychnowice - Malczew - Malenice - Michałów - Młodzianów - Nad Potokiem - Nowa Wola Gołębiowska - Obozisko - Osiedle XV-lecia - Planty - Południe | - Potkanów - Prędocinek - Pruszaków - Sadków - Śródmieście - Stara Wola Gołębiowska - Ustronie - Wacyn - Wincentów - Wośniki - Wólka Klwatecka - Zamłynie - Żakowice |  |

## Historie
- 8. až 9. století – vzniká osada podél řeky Mleczna (v oblasti dřívějšího Starého Města)
- ve 2. polovině 10. století byl postaven obranný hrad
- 1155 – první písemná zmínka o Radomi v bule papeže Hadriána IV.
- 1233 – první písemná zmínka o radomském kastelánovi Markovi.
- 1340 – Kazimír III. Veliký založil nový Radom
- 1364 – Radom získal právo magdeburské
- 1360–1370 – Kazimír Veliký buduje městské hradby, královský zámek, radnici a farní kostel vysvěcený svatému Janu Křtiteli
- 1401 – v Radomi je dohodnuta Vilensko-radomská unie, spojenectví mezi Polskem a Litvou
- 1469 – vyslanectví české darovalo v Radomi Vladislavu Jagellonskému korunu
- 1481 – v Radomi se usadil druhý syn Kazimíra Jagelonského, kralevic Kazimierz (patron města)
- 1564 – podle prováděných prohlídek ve městě žilo 1800 osob a stálo zde 180 domů, 14 jatek, 2 lázně a 2 mlýny
- 1628 – město bylo poničeno velkým požárem
- 1656 – během švédského nájezdu se v Radomi usadil švédský král Karel X. Gustav
- 1660 – poté, co město Švédové opustili, žilo zde již jen 395 obyvatel ve 37 domech
- 1817 – založení první světské základní školy pod vedením Lukasza Raczyńskiego
- 1819 – Fryderyk August Schnierstein založil firmu na zpracování kůže, a započal tak průmyslový rozvoj města
- 1911 – v Radomi žilo již 51 934 obyvatel, z toho skoro 40 % židů
- 1938 – v Radomi žilo již 90 059
- 1941 – v Radomi bylo Němci vytvořeno ghetto, ve kterém bylo uvězněno 32 tisíc židů
- 1945 – do Radomi vstupuje Rudá armáda
- 1976 – protest odborářů proti politice PZPR byl krutě potlačen komunisty. Od té doby je Radom znám jako silně protikomunistické město
- 1991 – město navštívil papež Jan Pavel II.
- 1992 – vytvoření radomské diecéze

## Vzdělání
Po Varšavě je Radom druhým největším akademickým centrem v mazovském vojvodství. Ve městě se nachází:
- 30 národních škol,
- 22 2. stupňů základních škol,
- 3 uměleckých škol,
- 11 středních škol,
- 13 gymnázií,
- 7 vysokých škol.

## Památky
- Katedrála nejsvatější Panny Marie
- Evangelický kostel
- kostel nejsvětější Trojice
- kostel sv. Václava
- farní kostel sv. Jana
- františkánský kostel a klášter
- královský zámek
- stará elektrárna z roku 1903

## Partnerská města
- Banská Bystrica, Slovensko
- Daugavpils, Lotyšsko
- Homel, Bělorusko
- Magdeburk, Německo
- Miami, Spojené státy americké
- Ozjory, Rusko
- Ploješť, Rumunsko
- Stara Zagora, Bulharsko
- Talavera de la Reina, Španělsko
- Ternopil, Ukrajina

## Galerie

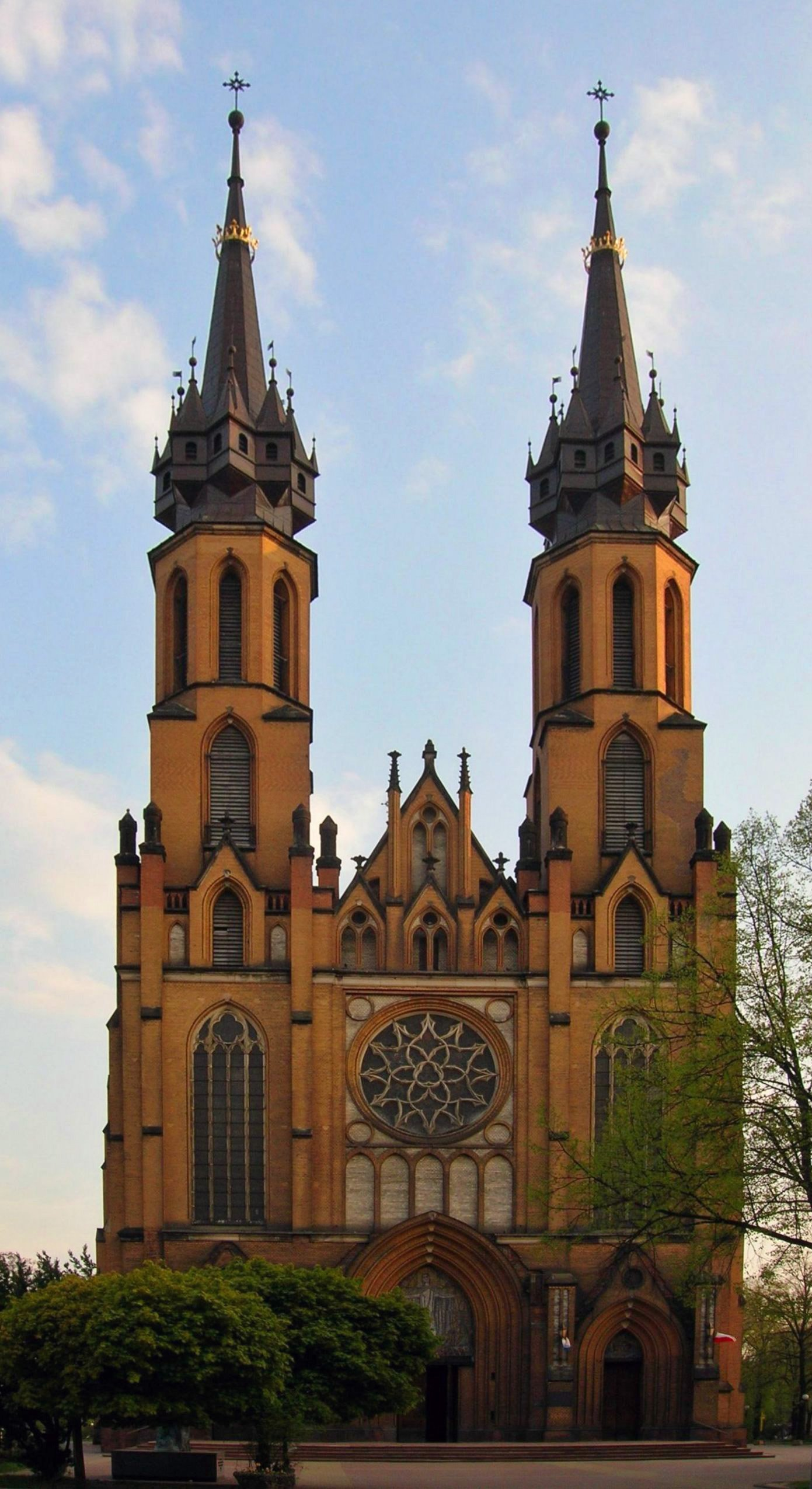
Katedrála nejsvětější Panny Marie
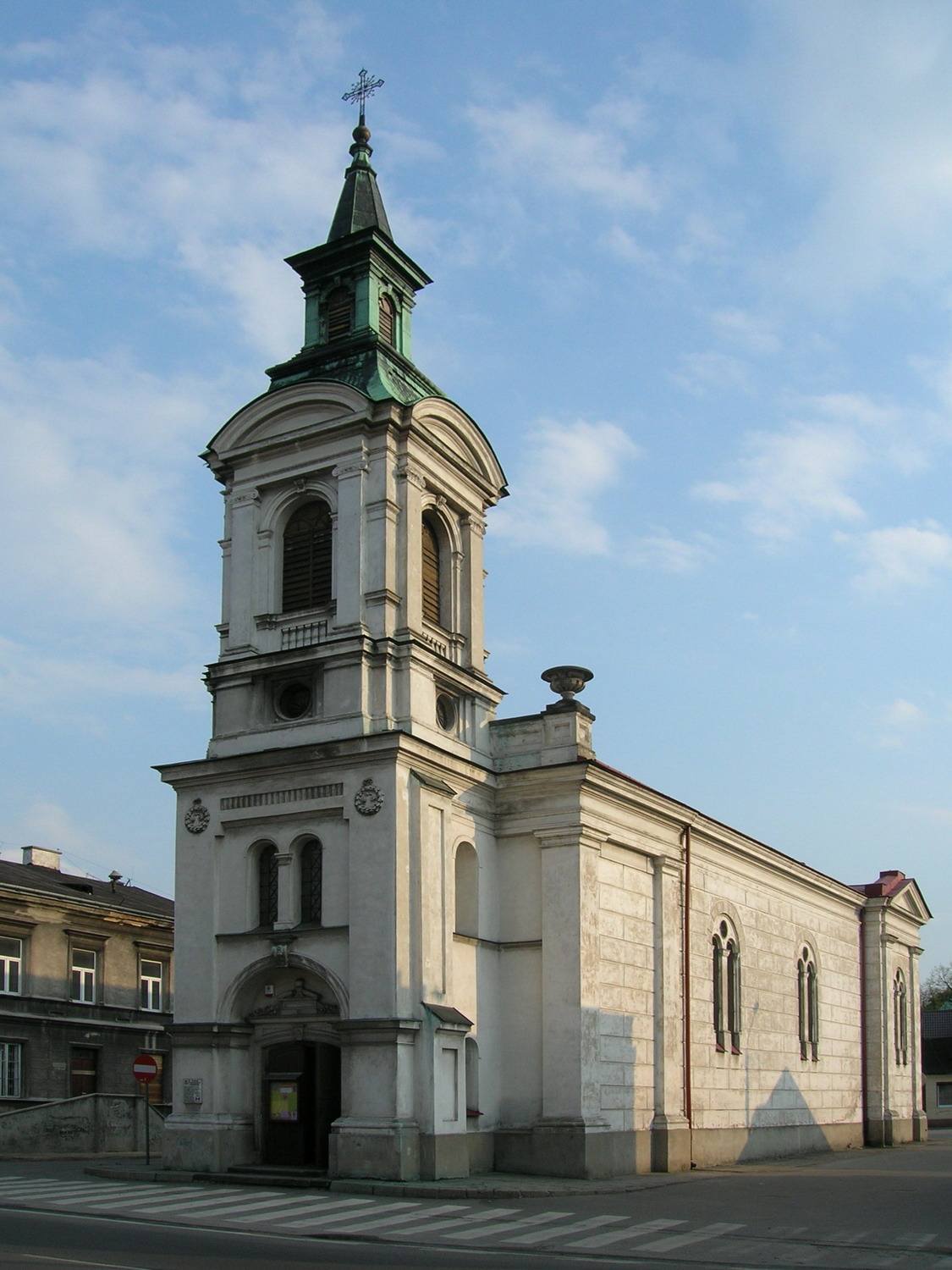
Evangelický kostel
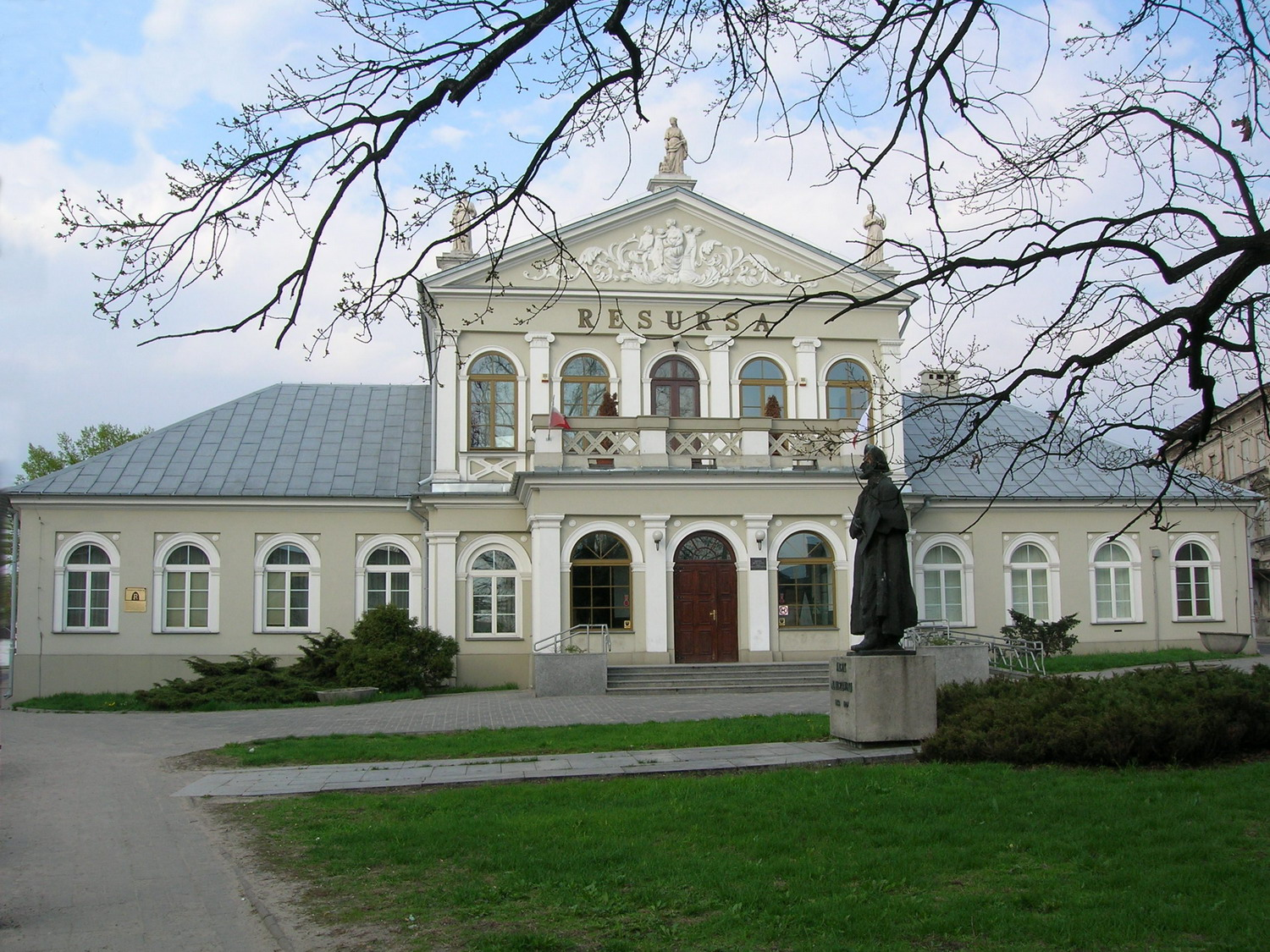
Resursa (občanský klub)